# Геохронологија
Геохронологија (грчки ge = земља, chronos = време, доба, logos = изучавати) је наука која се бави утврђивањем апсолутне старости стена, фосила, и седимената са одређеним степеном толеранције зависно од метода који је коришћен. За ову грану историјске геологије користе се бројне методе за одређивање апсолутне старости.
Не би требало мешати биостратиграфију и геохронологију, јер се биостратиграфија бави одређивањем релативне старости слојева на основу пронађених фосила и фосилних остатака за које је утврђено тачно када су они живели. На пример, у тектонски непоремећеном подручју, ако су понађени фосилни остаци у неком слоју, а познато је геолошко доба у коме су се те биљке и/или животиње развијале и живеле, слој изнад овога је млађи, а слој испод овога је старији.
Геохронологија је од примарног значаја за геолошку дисциплину хроностратиграфију, која се бави утврђивањем апсолутне старости фосилних остатака и стена као и утврђивањем временског следа геолошке историје Земље. Хроностратиграфија старост утврђује на основу времена полураспада радиоактивних елемената у Земљиној кори.

## Геохронолошке јединице
Геохронолошка јединица представља временски еквивалент хроностратиграфске јединице. Постоје следеће геохронолошке јединице:
| Геохронолошке | Хроностратиграфске |
| Еон           | Еонотема           |
| Ера           | Ератема            |
| Периода       | Систем             |
| Епоха         | Одсек              |
| Век           | Кат                |
| Време         | Хронозона          |

Примери: фанерозоик је еон, мезозоик је ера, тријас је периода, доњи тријас је епоха итд.